# Dysdera pominii
Dysdera pominii är en spindelart som beskrevs av Lodovico di Caporiacco 1947. Dysdera pominii ingår i släktet Dysdera och familjen ringögonspindlar.
Artens utbredningsområde är Italien. Inga underarter finns listade i Catalogue of Life.